# 伊格爾 (內布拉斯加州)
伊格爾（英語：Eagle）是位於美國內布拉斯加州卡斯縣的村。

## 人口
根據2020年美國人口普查的數據，伊格爾的面積為1.07平方千米，皆為陸地。當地共有人口1065人，而人口密度為每平方千米995人。